# Soldatenara

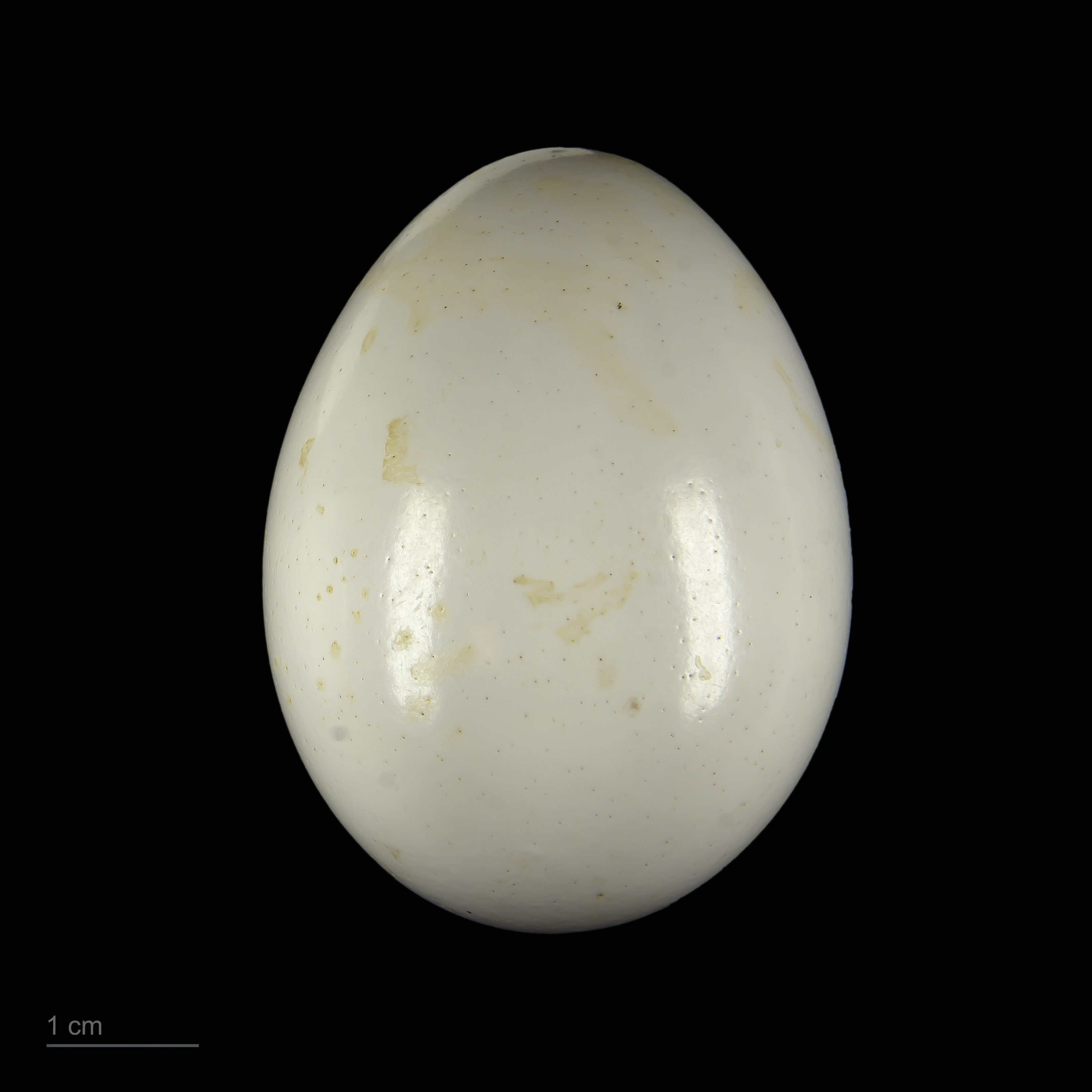
Ei des Soldatenaras

Der Soldatenara (Ara militaris) oder Kleine Soldatenara ist ein Vogel aus der Familie der Eigentlichen Papageien (Psittacidae) und der Gattung der Eigentlichen Aras (Ara).

## Beschreibung
Der Soldatenara erreicht eine Körperlänge von 76 cm und ein Gewicht von 1,1 kg. Das Federkleid ist vorwiegend grün gefärbt. Die Stirn ist rot, die Kehle bräunlich. Die Rückseite des Halses und die großen Flügeldecken, der Hinterrücken (Bürzel) und die Oberschwanzdecken sind blau. Die Außenfahnen der Handschwingen schimmern metallisch blau. Der Schwanz ist lang und spitz zulaufend. Die Schwanzfedern sind rötlich-braun mit breiten blauen Enden, die Unterseite von Schwanz- und Schwungfedern ist olivgelb. Auf der ausgedehnten, nackten Wangenfläche befinden sich mehrere Linien kurzer, roter Federn vor den Augen und schwarzer Federn unterhalb der Augen. Die Iris des Auges ist blass gelb (bei Jungvögeln braun), der Schnabel schwarz. Die Füße sind dunkel grau.
Die Unterart Ara militaris mexiana ist etwas größer als die Nominatform, bei Ara militaris boliviana ist die Kehlfärbung rötlich-braun und das Blau der Spitzen der Schwanzfedern ist dunkler.

## Systematik und Verbreitung
Es werden drei Unterarten unterschieden:
- Ara militaris militaris – Kolumbien, Ecuador, Peru und Venezuela.
- Ara militaris mexiana Ridgway, 1915 –  Mexiko.
- Ara militaris boliviana Reichenow, 1908 – Bolivien und Argentinien.

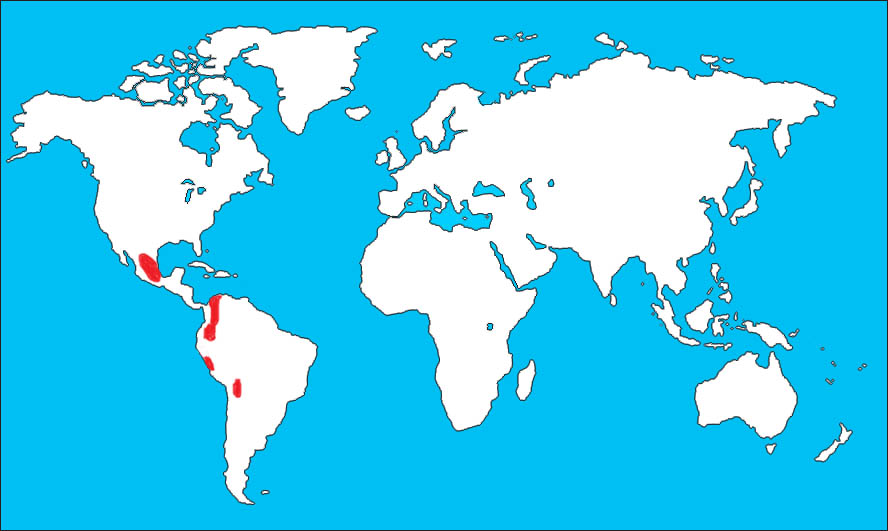
Verbreitungskarte

## Lebensraum
Der Soldatenara bewohnt trockene und subtropische Wälder und bewaldete Gebirgsausläufer. Er lebt gewöhnlich in einer Höhe von 500 m bis 3000 m über Meer. Saisonal bedingt kann der Ara auch im Tiefland leben, wo er dann in feuchten und dornigen Wäldern lebt.

## Lebensweise
Er lebt paarweise oder in kleinen Gruppen bis zu 30 Tieren und kann in freier Wildbahn 50-60 Jahre alt werden. Oft hört man ihn schon lange bevor man ihn sieht, seine Geräusche hören sich nach lautem Kreischen und Krachen an. Abends sammeln sich diese Gruppen zu Schwärmen von bis zu 500 Vögeln an gemeinsamen Schlafplätzen.

### Ernährung
Die Nahrung der Vögel besteht in freier Wildbahn aus Samen, Früchten, Nüssen, Beeren und anderer Pflanzenkost, die in den Baumkronen der Wälder gefunden werden. Der Schnabel ist auf das Fressen dieser Nahrung angepasst und es bereitet den Vögeln keine Mühe auch härteste Schalen aufzubrechen. Im Morgengrauen verlassen die Aras ihre Schlafplätze und suchen sog. Lehmlecken (englisch clay licks) auf.

### Brut
Soldatenaras brüten in großen, natürlichen Baumhöhlen oder in Felsspalten, vermutlich in der Trockenzeit. Sie leben monogam, Paare bleiben ein Leben lang zusammen. Die Weibchen legen 1–2 Eier, die sie über einen Zeitraum von etwa 26 Tagen ausbrüten. Die Aras erreichen die Geschlechtsreife im 2. bis 4. Lebensjahr. Die Jungen sind nach etwa 100 Tagen flügge.

## Gefährdung und Schutz

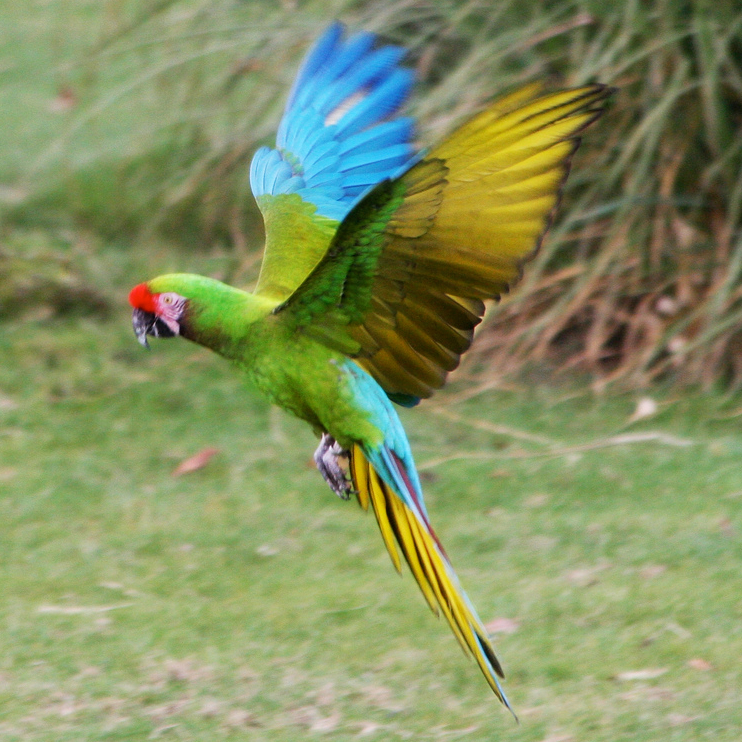
Soldatenara im Flug

Die Population des Soldatenaras geht zurück. Die International Union for Conservation of Nature and Natural Resources (IUCN) stuft ihn auf Grund des Verlustes an Lebensraum und der Fänge für den Handel als gefährdet (Vulnerable, VU) ein. Er ist im Washingtoner Artenschutzübereinkommen (CITES) im Anhang I und in der EG-Verordnung 709/2010 [EG] im Anhang A gelistet und streng geschützt nach Bundesnaturschutzgesetz [BG] (Status::s).